# Alf, Cochem-Zell
Alf là một đô thị thuộc huyện Cochem-Zell, bang Rheinland-Pfalz, Đức. Đô thị này có diện tích 6,33 ki-lô-mét vuông,  trong đó 0,67 km² trồng nho và 3,79 km² là rừng.